# Вальдмор
Вальдмор (нем. Waldmohr) — община в Германии, в земле Рейнланд-Пфальц. 
Входит в состав района Кузель. Подчиняется управлению Вальдмор.  Население составляет 5229 человек (на 31 декабря 2010 года). Занимает площадь 13,07 км².
Коммуна подразделяется на 2 сельских округа.